# Hra s židlemi

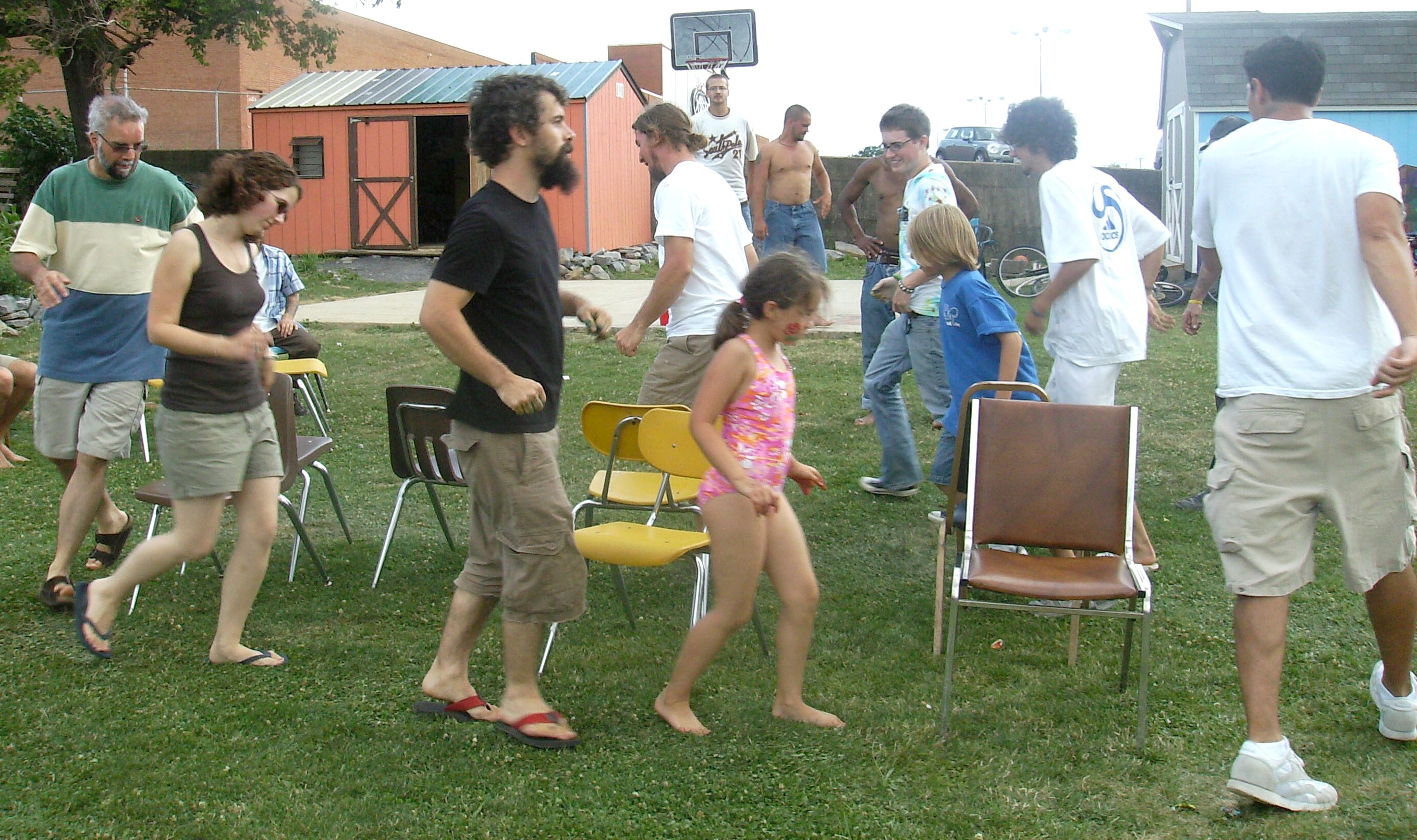
Fotografie, na které je hra se židlemi

Hry s židlemi jsou zpravidla dětské hry, v nichž se využívají židle či stoličky jako herní pomůcka. Her tohoto druhu je celá řada. Některé z nich jsou vhodné i pro předškoláky.

## O poslední židli
Židle jsou seřazeny do kruhu s opěrátky do středu kruhu. Je jich o jednu méně, než počet hráčů. Ti jdou či běží vnějším kruhem kolem židlí. Vedoucí hry hraje na kytaru či vydává jiný trvalý zvuk, který nenadále přeruší. To je pokynem pro děti, aby si rychle sedly. Na koho židle nezbude, vypadne ze hry a sebou si odnese i jednu z židlí z kruhu. Pohyb dětí může vedoucí hry usměrňovat. Hra pak pokračuje. Končí s poslední židlí a vítězem hry.

## Výměna čísel
Všech 4 až 10 dětí sedí na židlích v kruhu o průměru asi 3 metry. Děti nahlas očíslujeme. Uprostřed kruhu stojí dítě se zavázanýma očima. Vedoucí hry vyřkne nahlas dvě čísla. Děti s těmito čísly se zvednou z židlí a vymění si místa. Hráč uprostřed se je snaží po zvuku chytit, alespoň se jich během cesty dotknout, pak si vymění s chyceným místo a hra může pokračovat. 

## Rychle si vzpomeň
Děti sedí v kruhu. Vedoucí je ve středu, v ruce srolované noviny. Předem se určí pojem hry, třeba jména dětí, zvířat, květin. Po zahájení hry se vedoucí snaží někoho plácnout novinami, pokud se ten včas vysloveným jménem neosvobodí. Nevzpomene-li se včas, po obdržení rány si vymění se středovým hráčem místo. 

## Přesedaná
Je vhodná pro předškoláky. Děti sedí na židlích seřazených do kruhu. Vedoucí stojí uprostřed a mluví. Když náhle tleskne (či křikne teď), děti si přesednou doleva o jednu židli. Po několikátém přesednutí se vedoucí snaží někomu místo zasednout dřív, než si dítě stačí přesednout na sousední židli a tak si s ním vymění místo. Hru pak řídí dítě uprostřed.

## Košík ovoce
Je vhodná pro minimálně 6 dětí. Ty sedí na židlích v kruhu. Vedoucí stojící ve středu je nahlas s ukázáním na dítě rozpočítá. První bude Jablka, druhý Hrušky, třetí Třešně, čtvrtý Jablka, pátý Hrušky, šestý Třešně atd. Každé sedící dítě je označeno jedním ze tří druhů ovoce. Poté vedoucí vyřkne např. Třešně. Všechny děti označené Třešně si musí vyměnit místa na židlích. Lze vyslovit dvoje ovoce, či pokyn Košík ovoce, kdy si všichni musí vyměnit s kýmkoliv místo. Vedoucí hry se snaží někomu rychle místo zasednout a vymění si tak postavení ve hře, přejme i jeho zařazení k ovoci.